# Nugget de pollo

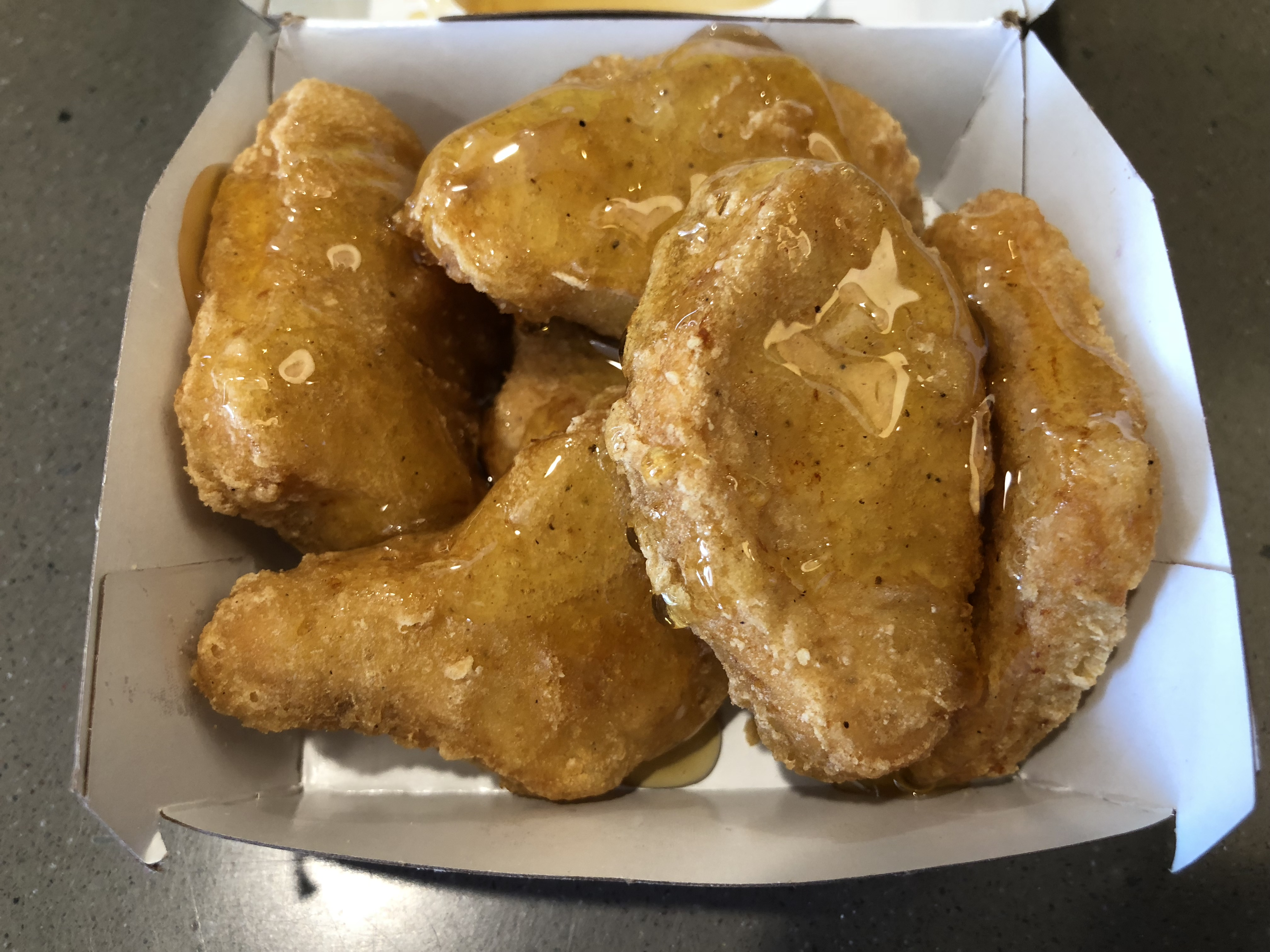
Nuggets de pollo cubiertos de miel en un restaurante.

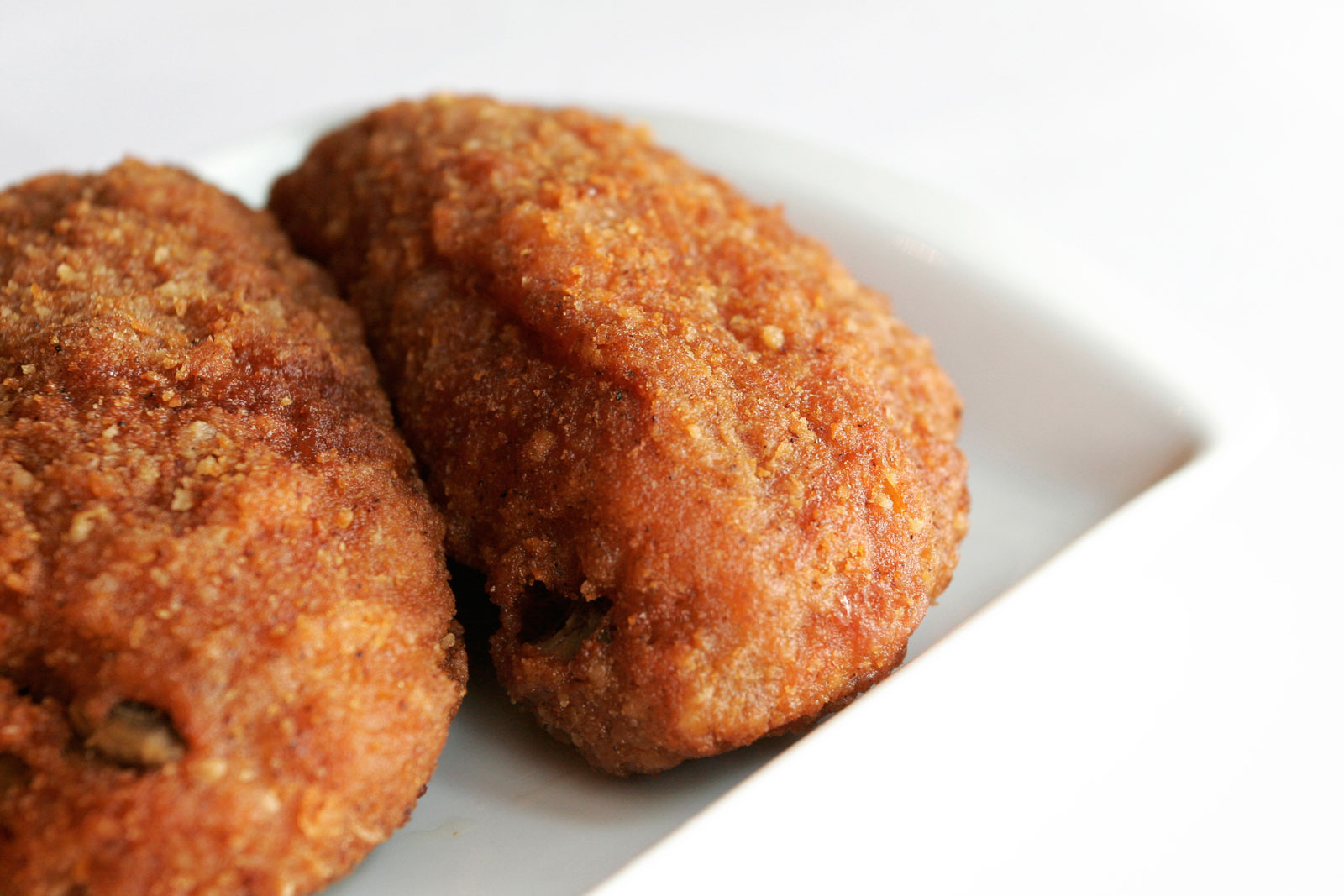
Nuggets de pollo.

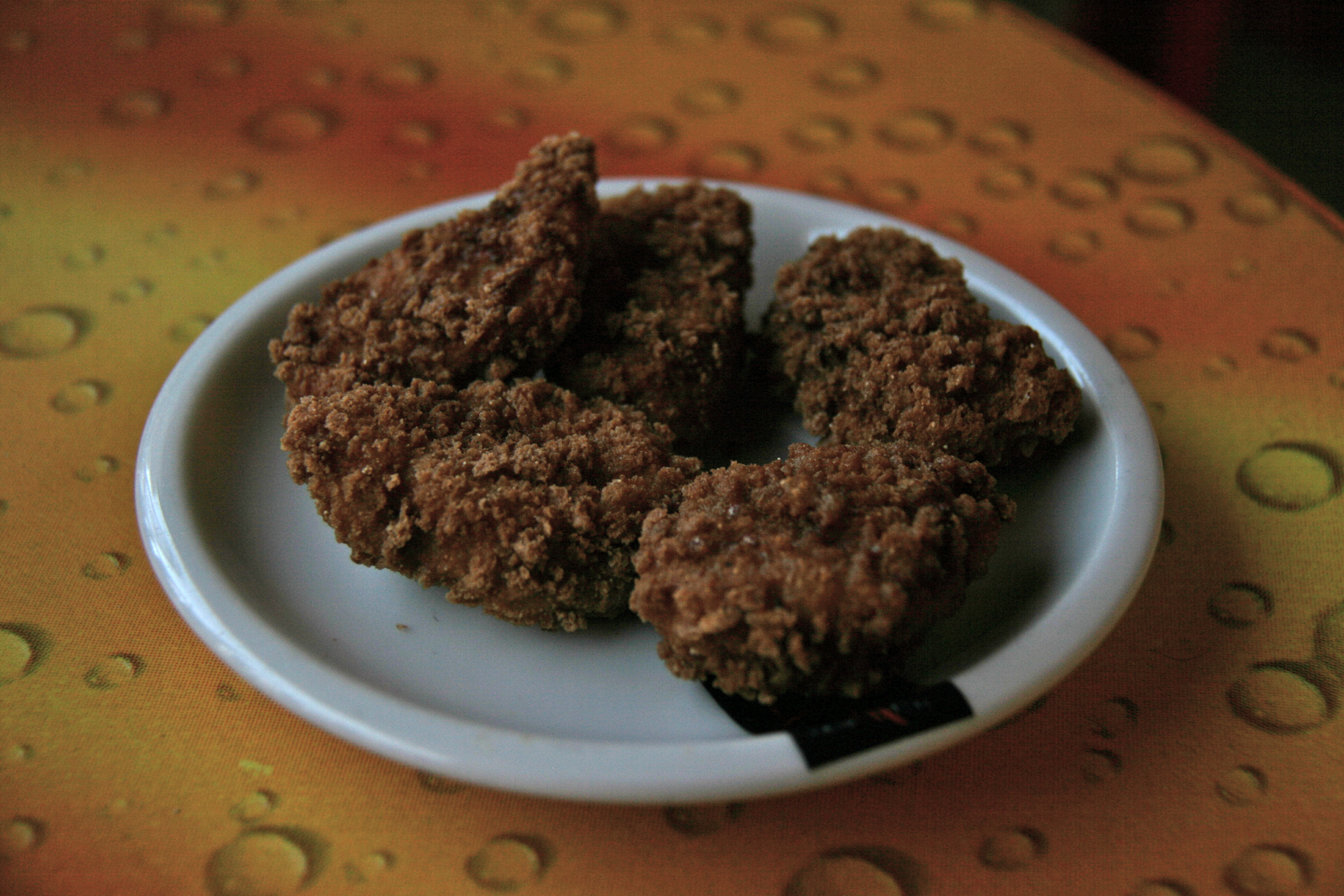
Unas tapas de nuggets.

Un nugget de pollo (del inglés nugget ‘pepita’) o patita de pollo es un alimento hecho parcialmente de carne de pollo, principalmente picada, recubierto de rebozado o pan rallado y a veces con añadidos de piel de pollo, vísceras, huesos triturados, grasas, venas, nervios, o cartílago. Generalmente lleva aditivos. Se suele servir fritos en aceite en restaurantes de comida rápida, y también pueden hornearse. No se recomienda un consumo excesivo ya que la mayoría de veces están recalentados.
Se pueden servir aderezados con salsas al gusto, puede ser kétchup, salsa alemana, chimichurri, BBQ, etc.

## Historia
El nugget de pollo fue inventado en la década de 1950 por Robert C. Baker, un profesor de tecnología de los alimentos en la Universidad Cornell, que lo publicó como trabajo académico sin patente. Las innovaciones de Baker permitieron elaborar nuggets de pollo de cualquier forma. La receta de McDonald's para los McNuggets de pollo fue creada por encargo por Tyson Foods en 1979 y el producto empezó a comercializarse al año siguiente. Una sentencia en 2003 en una demanda contra McDonald's por parte de un grupo de adolescentes obesos catalogó los 38 ingredientes del Chicken McNugget.

## Información nutricional
Las nuggets de pollo generalmente se consideran un alimento graso y poco saludable. Un estudio publicado en el American Journal of Medicine analizó la composición de nuggets de pollo de dos cadenas estadounidenses de comida rápida. El estudio encontró que menos de la mitad del material era músculo esquelético con grasa presente en cantidades iguales o mayores. Otros componentes incluyen tejido epitelial, hueso, tejido nervioso y tejido conectivo. Los autores concluyeron que "los nuggets de pollo son en su mayoría grasa, y su nombre es inapropiado".[cita requerida]
La Organización de Consumidores y Usuarios de Chile (ODECU) publicó un «estudio comparativo de productos a base de pollos congelados y listos para el consumo (fritos)» luego de un reportaje presentado el 8 de septiembre de 2014 por el programa Esto no Tiene Nombre. En este estudio se encontró que los nuggets de pollo estaban compuestos de restos de pollo, piel y cartílago y que aportaban más de un 50 % de grasa, además de un muy elevado nivel de sodio.

## Fabricación
El proceso de convertir pollos en nuggets de pollo ocurre en tres secciones principales. Los dos primeros, pre-sacrificio y sacrificio, son comunes a la creación de muchos productos de pollo. 
El procesamiento adicional requerido para hacer nuggets de pollo comienza con el deshuesado. El pollo se corta y se forma al tamaño correcto. Esto se hace manualmente, mediante una serie de cuchillas automáticas, o mediante un proceso llamado molienda (un método de deshuesado en el que las partes más blandas de la carcasa del pollo son forzadas a través de una malla, dejando atrás las piezas más sólidas, lo que resulta en una pasta de carne. Si se usa, a esta pasta se le da forma antes de rebozarla). 
Las piezas se rebozan y se empanan en un gran tambor cilíndrico que gira, cubriendo uniformemente todas las piezas con las especias y el empanado deseados. Luego, las piezas se fríen en aceite hasta que la masa se haya endurecido y el exterior alcance el color deseado. Finalmente, las pepitas se empaquetan, congelan y almacenan para su envío. Si bien los ingredientes específicos y los métodos de producción pueden variar entre los fabricantes, las prácticas anteriores son válidas para la mayoría de la industria.

## Productos alternativos
Tras el éxito de los nuggets de pollo, algunos restaurantes de comida rápida lanzaron alternativas vegetarianas. McDonald's comercializó Garden McNuggets, hecho con judía en lugar de pollo, pero el producto terminó siendo sustituido por una hamburguesa vegetal. La cadena de comida rápida irlandesa R. Haecker's ofrece, además de su menú de nugget de pollo original, un menú Emerald Isle de nugget vegetal, hecho con judía y repollo y servido con una salsa para mojar vegetal de miel y mostaza.